# Ory Okolloh
Ory Okolloh (Quênia, 1977) é uma advogada, blogueira e ativista queniana. Em 2014, apareceu na lista de 100 pessoas mais influentes do ano pela Time.